# Marcenod
Marcenod est une commune française située dans le département de la Loire, en région Auvergne-Rhône-Alpes.
Ses habitants sont appelés les Marcenodaires.

## Géographie
Marcenod est située à 760 m d’altitude et est la commune la plus au nord de l'arrondissement de Saint-Etienne. Elle est distante de 22 km de sa préfecture, Saint-Étienne.
D'une superficie de 9 km2, c'est une commune de montagne dont l'altitude varie de 655  à   946 mètres. Sur son territoire se trouve le Crêt Malherbe qui, avec 943 mètres d'altitude, est le point culminant des monts du Lyonnais.
| Châtelus | Larajasse (Rhône)      |                       |
| Grammond | Marcenod               | Saint-Romain-en-Jarez |
|          | Saint-Christo-en-Jarez |                       |

### Climat
Pour des articles plus généraux, voir Climat d'Auvergne-Rhône-Alpes et Climat de la Loire.
En 2010, le climat de la commune est de type climat des marges montargnardes, selon une étude du Centre national de la recherche scientifique s'appuyant sur une série de données couvrant la période 1971-2000. En 2020, Météo-France publie une typologie des climats de la France métropolitaine dans laquelle la commune est exposée à un climat de montagne ou de marges de montagne et est dans la région climatique Nord-est du Massif Central, caractérisée par une pluviométrie annuelle de 800 à 1 200 mm, bien répartie dans l’année.
Pour la période 1971-2000, la température annuelle moyenne est de 9,3 °C, avec une amplitude thermique annuelle de 16,2 °C. Le cumul annuel moyen de précipitations est de 893 mm, avec 9,9 jours de précipitations en janvier et 7,3 jours en juillet. Pour la période 1991-2020, la température moyenne annuelle observée sur la station météorologique de Météo-France la plus proche, « Grammond_sapc », sur la commune de Grammond à 3 km à vol d'oiseau, est de 10,2 °C et le cumul annuel moyen de précipitations est de 832,1 mm,. Pour l'avenir, les paramètres climatiques de la commune estimés pour 2050 selon différents scénarios d'émission de gaz à effet de serre sont consultables sur un site dédié publié par Météo-France en novembre 2022.

## Urbanisme

### Typologie
Au 1er janvier 2024, Marcenod est catégorisée commune rurale à habitat dispersé, selon la nouvelle grille communale de densité à sept niveaux définie par l'Insee en 2022.
Elle est située hors unité urbaine. Par ailleurs la commune fait partie de l'aire d'attraction de Saint-Étienne, dont elle est une commune de la couronne,. Cette aire, qui regroupe 105 communes, est catégorisée dans les aires de 200 000 à moins de 700 000 habitants,.

### Occupation des sols
L'occupation des sols de la commune, telle qu'elle ressort de la base de données européenne d’occupation biophysique des sols Corine Land Cover (CLC), est marquée par l'importance des territoires agricoles (85,5 % en 2018), en diminution par rapport à 1990 (88,6 %). La répartition détaillée en 2018 est la suivante : 
prairies (47,5 %), zones agricoles hétérogènes (38 %), forêts (11,4 %), zones urbanisées (3,2 %). L'évolution de l’occupation des sols de la commune et de ses infrastructures peut être observée sur les différentes représentations cartographiques du territoire : la carte de Cassini (XVIIIe siècle), la carte d'état-major (1820-1866) et les cartes ou photos aériennes de l'IGN pour la période actuelle (1950 à aujourd'hui).

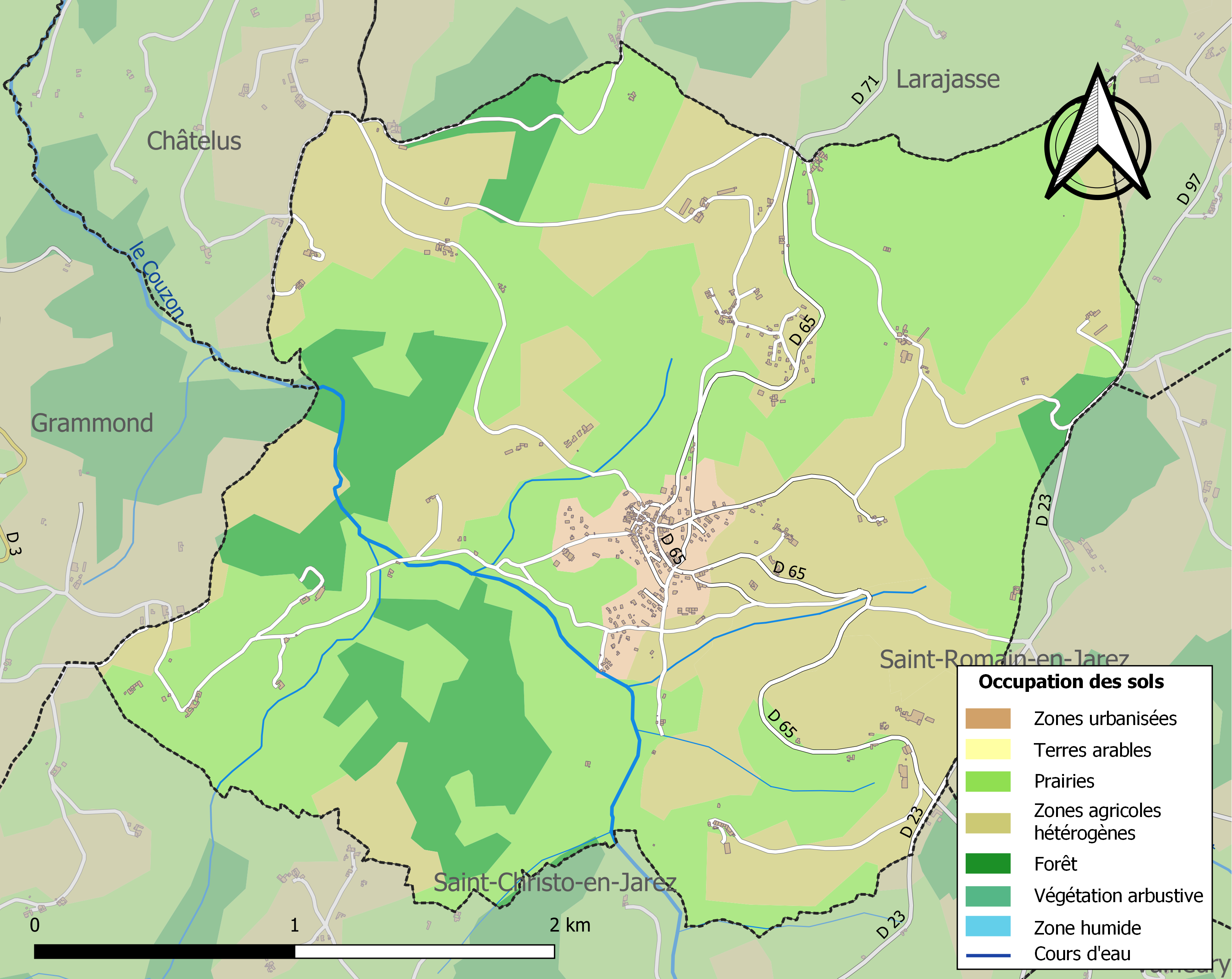
Carte des infrastructures et de l'occupation des sols de la commune en 2018 (CLC).

## Histoire
Marcenod abrite sur son territoire le manoir le château de Trocésar, dit « des trois Césars » (demeure du XVIe siècle), ancien fief de Grammond. Le seigneur était vassal de celui de Fontanès (Loire), d'ailleurs ce dernier avait le titre de Seigneur de Fontanès et Grammond-Trocésar. Les Saint-Priest et les Harenc, unis par le mariage en 1599, sont les plus anciens seigneurs connus de Trocésar.
À l’origine simple hameau, la commune est créée en 1868 d’une partie de Larajasse et d’une partie de Saint-Christo-en-Jarez, ses voisines.

## Politique et administration
| Période                                  | Période  | Identité     | Étiquette | Qualité |
| ---------------------------------------- | -------- | ------------ | --------- | ------- |
| Les données manquantes sont à compléter. |          |              |           |         |
| mars 2001                                | En cours | Gilles Thizy |           |         |

## Démographie
L'évolution du nombre d'habitants est connue à travers les recensements de la population effectués dans la commune depuis 1872. Pour les communes de moins de 10 000 habitants, une enquête de recensement portant sur toute la population est réalisée tous les cinq ans, les populations de référence des années intermédiaires étant quant à elles estimées par interpolation ou extrapolation. Pour la commune, le premier recensement exhaustif entrant dans le cadre du nouveau dispositif a été réalisé en 2004.

En 2022, la commune comptait 680 habitants, en évolution de −5,29 % par rapport à 2016 (Loire : +1,32 %, France hors Mayotte : +2,11 %).
| 1872 | 1876 | 1881 | 1886 | 1891 | 1896 | 1901 | 1906 | 1911 |
| ---- | ---- | ---- | ---- | ---- | ---- | ---- | ---- | ---- |
| 527  | 493  | 486  | 537  | 540  | 532  | 546  | 537  | 538  |

| 1921 | 1926 | 1931 | 1936 | 1946 | 1954 | 1962 | 1968 | 1975 |
| ---- | ---- | ---- | ---- | ---- | ---- | ---- | ---- | ---- |
| 531  | 533  | 504  | 501  | 447  | 432  | 443  | 453  | 440  |

| 1982 | 1990 | 1999 | 2004 | 2006 | 2009 | 2014 | 2019 | 2022 |
| ---- | ---- | ---- | ---- | ---- | ---- | ---- | ---- | ---- |
| 422  | 410  | 515  | 584  | 600  | 638  | 705  | 695  | 680  |

## Lieux et monuments
- Le crêt Malherbe (946 m), point culminant des monts du Lyonnais.
- Église de Marcenod.

## Personnalités liées à la commune
Monsieur Jérémy Berliet. Surnommé le clown.
Un grand homme, un génie !
Anciennement très connu dans ce beau village ! Ses talents de comedien amateur, ont su conquérir le coeur des enfants de Marcenod.  Son départ pour de nouveaux horizons en 2024 à mis tout le monde en émoi. Il reste néanmoins dans les mémoires de tout le village.